# Henriette Youanga
Henriette Youanga, född 1 januari 1958, är en centralafrikansk bågskytt. Hon deltog vid olympiska sommarspelen 2000.